# La Estancia, Durango
La Estancia är en ort i Mexiko.   Den ligger i kommunen Santiago Papasquiaro och delstaten Durango, i den centrala delen av landet, 900 km nordväst om huvudstaden Mexico City. La Estancia ligger 1 709 meter över havet och antalet invånare är 110.
Terrängen runt La Estancia är kuperad åt nordost, men åt sydväst är den platt. La Estancia ligger nere i en dal. Runt La Estancia är det mycket glesbefolkat, med 6 invånare per kvadratkilometer. Närmaste större samhälle är Santiago Papasquiaro, 5,3 km söder om La Estancia. Omgivningarna runt La Estancia är i huvudsak ett öppet busklandskap.